# Traité de Ribe
Le Traité de Ribe (Vertrag von Ripen en allemand) titré officiellement Ripener Privileg, constitué d'une lettre du roi Christian Ier de Danemark signée le 5 mars 1460 à Ribe
et de la Tapferen Verbesserung (amélioration courageuse) de Kiel datée du 4 avril 1460.
Les deux manuscrits donnent la souveraineté des duché de Schleswig et de Holstein au Danemark pour les 400 prochaines années.
La convention de Gastein du 14 août 1865 met fin à la validité du contrat tout en mettant fin définitivement aux conflits qui avaient déclenché les guerres des duchés.

## Histoire
Le duc Adolphe XI de Holstein, à la fois comte de Holstein et duc de Schleswig, décède le 4 décembre 1459 sans descendance directe, la question de sa succession sur les deux domaines se pose alors.
Le duché de Schleswig est un fief danois, en conséquence ses héritiers potentiels sont, selon les règles danoises, le fils de sa sœur Christian von Oldenburg et son frère cadet, Christian Ier du Danemark.
Les comtés de Holstein et de Stormarn sont à l'inverse des fiefs allemands. La règle en vigueur veut donc que le roi des Allemands, l'empereur Frédéric III, désigne de nouveaux comtes.
Ce dernier se tient cependant totalement à l'écart de la succession.
Les chevaliers des trois territoires, qui sont très liés entre eux, prennent alors l'initiative en réclamant des règles pérennes afin d'éviter dans le futur des conflits de succession qui mettent toujours en danger leur domaine. 
La lignée des Schaumbourg dite Holstein-Pinneberg, représentée par Otton II, est exclue de la succession dans le Schleswig à cause des règles en vigueur au Danemark.
Le roi du Danemark issu de la maison d'Oldenbourg et neveu du défunt semble être le candidat judicieux pour les nobles et ecclésiastes locaux.
Par ailleurs, la noblesse de Holstein s'est depuis longtemps associée au Danemark et y possède également de nombreuses terres.
Le fait d'attribuer les trois territoires : Schleswig, Holstein et Stormarn, à un seul souverain fait donc consensus, afin d'éviter la reprise des conflits entre puissances de la mer du Nord et de la mer Baltique.
En 1460, Christian convoque donc une assemblée à Ribe et est élu seigneur des deux territoires le 2 mars, contournant ainsi la loi salique.
Le 5 mars, le traité entérine cette élection et définit un certain nombre de règles et lois en vigueur le temps de son règne.
Le passage le plus connu, tiré de son contexte est « dat se bliven ewich tosamende ungedelt » soit en allemand moderne « dass sie ewig ungeteilt zusammen bleiben », « qu'ils restent à jamais inséparables ».
Le traité essaie de créer un climat d'équilibre entre les partis.
Il ne marque pas seulement la fin durable des conflits entre la maison royale danoise et les comtes de Holstein, mais évitent les conflits entre les différents souverains tout en leur garantissant leurs pouvoirs locaux. 
Les interprétations ultérieures mettent la volonté d'éviter un partage des territoires au centre du traité. 
Cet objectif n'est que partiellement atteint toutefois, le pouvoir des nobles locaux faisant obstacle à celui du prince.
En Holstein, Stormarn et Schleswig il y avait une tradition de partage entre héritiers, ainsi que d'apanage comme dans le reste du Saint-Empire.
Le Schleswig et le Holstein, qui a été élevé au rang de duché entretemps, subissent un premier partage en 1490 entre les deux fils de Christian Ier : Jean et le duc Frédéric.
Toutefois quand le second monte à son tour sur le trône l'unité est retrouvée. Le partage de 1523 qui suit entre Friedrich et son fils Christian III de Danemark ne dure également que le temps d'un règne.
À l'inverse du partage entre Christian III et ses demi-frères Johann dem Älteren und Adolphe Ier en 1544, qui a des conséquences durables.
À cette liste on peut ajouter ceux de 1564 et de 1581, qui divisent durablement les territoires.
Les possessions de la noblesse et du clergé sont toujours exclues de ces partages et sont officiellement gérées en commun par les souverains des territoires.

## Réactions de Hambourg et Lubeck
Les villes du nord de l'Allemagne membres de la Hanse, aux premiers rangs desquels Hambourg et Lubeck, s'opposent à ce traité pour des raisons commerciales et essaient par des moyens diplomatiques d'empêcher sa signature, en vain.
Après la conclusion du traité, elles continuent à former une opposition au roi Christian. Les villes peuvent en effet commercer avec ce dernier et, compte tenu de la faiblesse de sa situation financière, considèrent qu'il a peu de chances de remettre leurs privilèges en question.

## AuXIXesiècle
Au XIXe siècle, le traité est vu sous un nouveau jour. Friedrich Christoph Dahlmann secrétaire et historien de la Equites Originarii considère le traité comme une sorte de loi fondamentale, qui non seulement sert de règlement pour la noblesse, mais également unit les duchés.
Le nationalisme qui apparaît à l'époque, aussi bien côté allemand que côté danois, remet le traité, alors presque complètement tombé dans l'oubli, sur le devant de la scène.
Les membres de la noblesse, puis une grande partie du mouvement libéral de la région, le considèrent en effet comme une loi historique.
Les revendications successorales du duc Christian August von Augustenburg ne font que renforcer cette opinion.
Les termes « Up ewig ungedeelt », à jamais inséparables, refont leur apparition dans un poème du médecin libre-penseur August Wilhelm Neuber originaire de Apenrade en 1841.
Cela instrumentalise le contrat, pour en faire une justification pour la séparation du Schleswig-Holstein de la couronne du Danemark.
Au Danemark, le mouvement libéral naissant reprend en réaction des thèmes nationaux à son compte. 
Les Danois de l'Eider mettent en avant que le duché de Schleswig a toujours été un fief danois pour justifier son intégration dans un futur État-nation danois, tout en réclamant également l'annexion du Holstein.
Les deux partis ignorent ainsi la réalité culturelle et linguistique de la région qui est profondément mêlée.
En 1848 cela conduit au déclenchement de la guerre des Duchés, puis en 1864 à la création d'un État danois moderne dirigé par la couronne danoise.
Bien qu'il ait été remplacé par d'autres traités et accords, le traité de Ribe devient une sorte de mythe dans la région. Il continue d'y être considéré comme une loi fondamentale jusqu'au milieu du XXe siècle. 
De nos jours, les historiens accordent plus de valeurs au fait que le traité ait permis d'obtenir la paix dans la région, ainsi que d'établir une structure de gouvernance commune, qu'au fait qu'il ait rendu les duchés inséparables.